# Dosse
Dosse (pol. hist. Dosza) – rzeka w Niemczech, prawy dopływ Haweli o dł. 94 km. Nazwa rzeki wiąże się ze słowiańskim plemieniem Doszan, które się nad nią osiedliło.
Źródło Dosse leży w pobliżu granicy Meklemburgii-Pomorza Przedniego i Brandenburgii, na płaskowyżu na północnym krańcu Prignitz, około 3 km na północny wschód od Meyenburgu. Płaskowyż ten leży między Wendisch Priborn i Meyenburgiem. W tym obszarze źródła ma wiele małych potoków, które przeciętnie po prawie 4 km wpadają do Dosse. Za płaskowyżem rzeka płynie w kierunku południowym, przez Wittstock/Dosse i Wusterhausen/Dosse do Neustadt (Dosse), gdzie skręca na zachód. Rzeka wpada do Haweli koło Vehlgast-Kümmernitz.
Od 1850 rzeka była spławna od wsi Dosse, a od Hohenofen, oddalonego ok. 18 km od Haweli, nadawała się całorocznie do żeglugi małymi jednostkami. Przewodnik dla żeglarski z 1940 określa rzeką jako względnie żeglowną aż po Rübehorst. W dolnym biegu rzeki żegluga jest możliwa obecnie aż po most w Rübehorst.
Dorzecze ma obszar około 1268 km². W jego obrębie, przy dopływie, leży Dossespeicher Kyritz.
Niedaleko źródeł Dossy swój początek mają także Elde i Stepenitz.

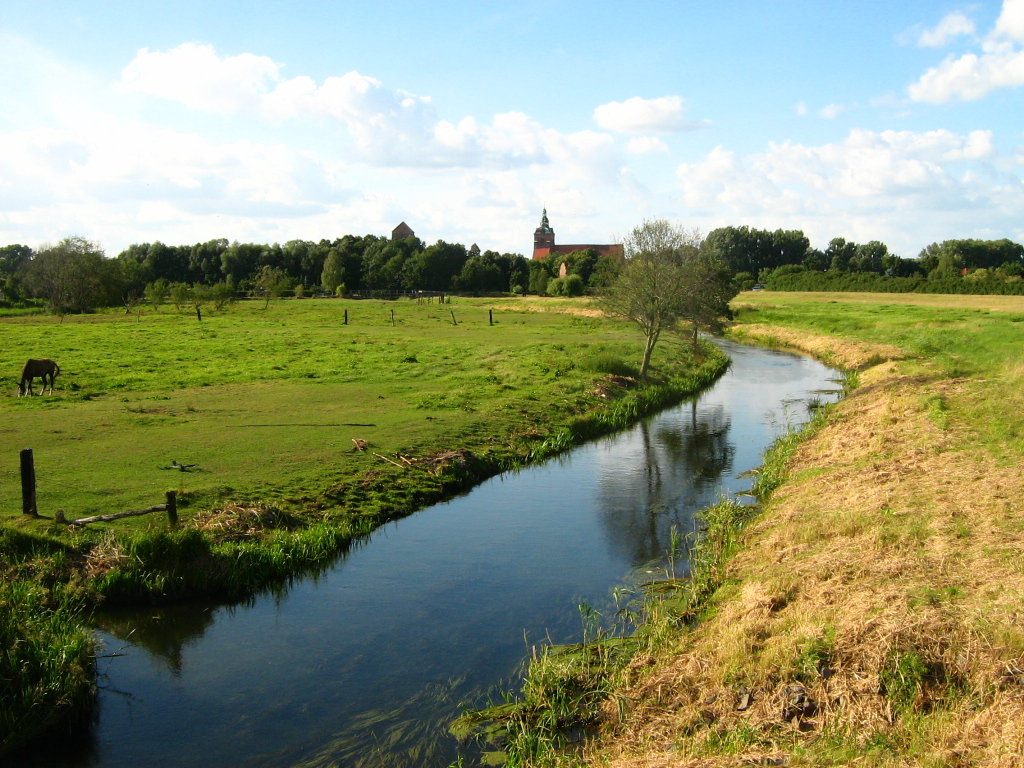
Dosse koło Wittstock
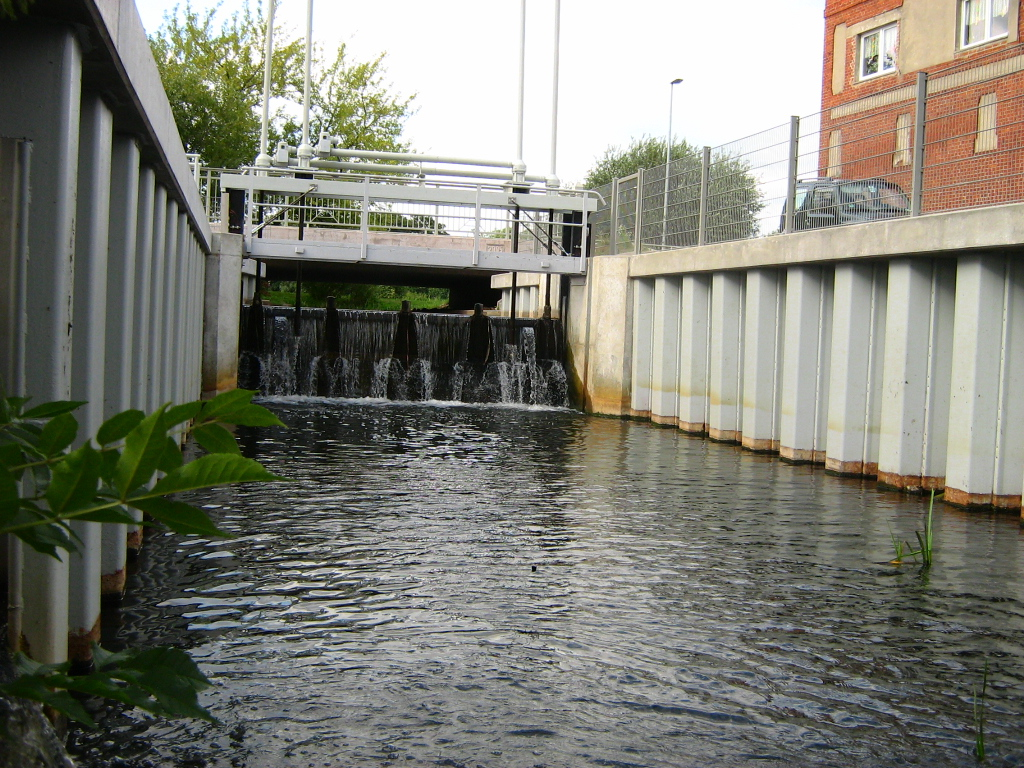
Dossewehr w Wittstock